# FBXO7
FBXO7‏ (F-box protein 7) هوَ بروتين يُشَفر بواسطة جين FBXO7 في الإنسان.